# 에레크테이온

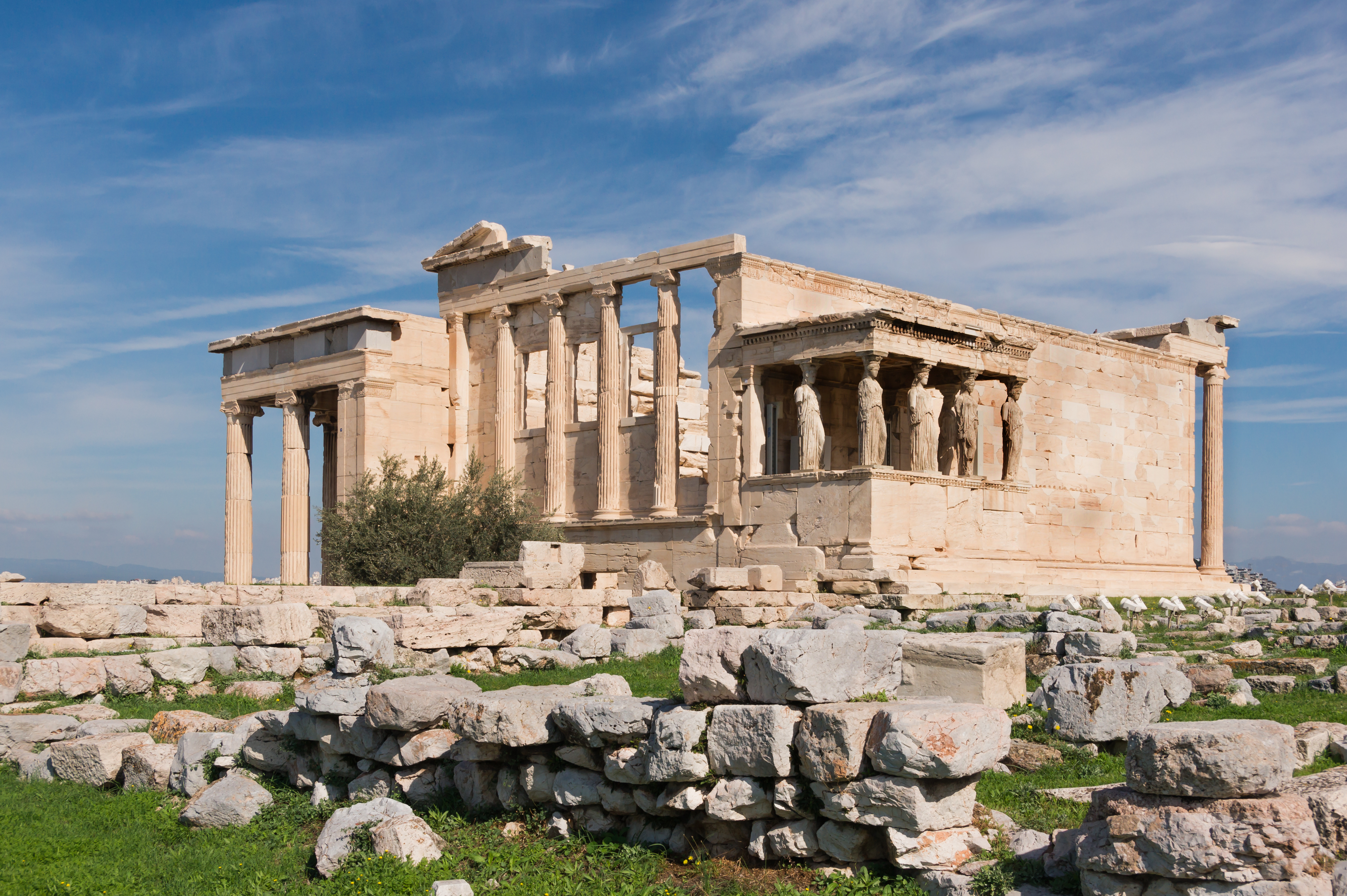

에렉테이온 (Ἐρέχθειον, Ερέχθειο) 또는 아테나 폴리아스의 신전은 아테네의 아크로폴리스에 있는 고전 그리스 이오니아 양식의 신전이다.
에렉테이온은 아테나 폴리아스의 신상을 안치하기 위해 지어졌으며, 이 명칭은 그리스-로마 지리학자 파우사니아스가 언급한 두 건물, 즉 아테나 폴리아스의 신전과 에렉테이온을 포함한다고 보기 때문이다. 그러나 파우사니아스와 다른 출처에서 언급된 에렉테이온이 실제로 이 이오니아식 신전인지, 아니면 완전히 다른 건물인지는 최근 몇 십 년간 논쟁거리가 되었으며, 일부 학자들은 아테나와 에렉테우스가 한 건물 안에서 숭배되지 않았다고 주장한다. 진정한 에렉테이온의 위치에 대한 다른 제안된 장소들로는 전통적으로 아레포리온, 제우스 폴리우스의 성역, 판디온의 성역, 그리고 되르프펠드 기초로 확인된 구조물들이 있다. 건물의 정체와 명칭을 놓고 학계에서 합의가 이루어지지는 않았지만, 이 건물은 관례적으로 에렉테이온이라고 불린다.
공식 법령에서 이 이오니아식 건물은 '옛 조상(statue)이 있는 아크로폴리스의 신전(... το͂ νεὸ το͂ ἐμ πόλει ἐν ο͂ι τὸ ἀρχαῖον ἄγαλμα)이라고 언급되어 있다. 또한 '폴리아스의 신전'으로 언급된 경우도 있다. 아테나와 포세이돈-에렉테우스의 공동 숭배는 아주 초기부터 아크로폴리스에서 확립되었으며, 그들이 동일한 신전에서 숭배되었다는 것은 호메로스의 두 구절과 후대 그리스 텍스트에서 유추할 수 있다. 현존하는 건물은 이 장소에 있는 여러 신전과 건물들의 후속작이다. 그 정확한 건설 시기는 알려져 있지 않으며, 전통적으로는 기원전  421경–406년경에 지어진 것으로 여겨졌으나, 최근 학계는 기원전 430년대에 지어진 것으로 보고 있는데, 이는 페리클레스에 의해 시작된 건축 프로그램의 일부일 수 있다.
에렉테이온은 그 비대칭적인 구성이 고대 그리스 건축의 규범에 맞지 않는 점에서 그리스 신전들 중에서 독특하다. 이는 부지의 불규칙성이나 건물이 수용한 복잡하고 진화하는 숭배의 성격 또는 더 큰 대칭적 건물의 미완성 부분으로 여겨지기 때문이다. 추가로, 그 이후의 사용 변화, 손상, 그리고 옛 부재를 재활용한 내력 때문에 고전 고고학에서 더 문제가 많은 유적지 중 하나가 되었다. 건물 내 다양한 종교적 및 건축적 요소의 정확한 성격과 위치는 여전히 논쟁의 대상이다. 그럼에도 불구하고 이 신전은 고전적인 이오니아 양식의 중요한 예로, 후대 헬레니즘, 로마, 및 그리스 복고 양식 건축에 큰 영향을 미쳤다.